# Aldona Nenėnienė
Aldona Nenėnienė, née Aldona Česaitytė le 13 octobre 1949 à Daugirdai (lt) et morte le 3 avril 1999  à Kaunas, est une handballeuse soviétique puis lituanienne.

## Carrière
Elle évolue en club de 1971 à 1982 au Žalgiris Kaunas avec lequel elle remporte la Coupe d'URSS en 1982 et est vice-championne d'URSS en 1978. 
Avec l'équipe nationale soviétique entre 1974 et 1982, elle est sacrée championne olympique en 1976 et en 1980 et vice-championne du monde 1978.

## Palmarès

### En équipe nationale
- Médaillée d'or aux Jeux olympiques de 1976
- Médaillée d'argent au championnat du monde 1978
- Médaillée d'or aux  Jeux olympiques de 1980

### En club
- Victorieuse de la Coupe d'URSS en 1982
- vice-championne d'URSS en 1978.